# Fairview Beach
Fairview Beach és una concentració de població designada pel cens dels Estats Units a l'estat de Virgínia. Segons el cens del 2000 tenia 230 habitants.

## Demografia
Segons el cens del 2000, Fairview Beach tenia 230 habitants, 112 habitatges, i 63 famílies. La densitat de població era de 592 habitants per km².
Dels 112 habitatges en un 17,9% hi vivien nens de menys de 18 anys, en un 39,3% hi vivien parelles casades, en un 11,6% dones solteres, i en un 43,8% no eren unitats familiars. En el 34,8% dels habitatges hi vivien persones soles el 8% de les quals corresponia a persones de 65 anys o més que vivien soles. El nombre mitjà de persones vivint en cada habitatge era de 2,05 i el nombre mitjà de persones que vivien en cada família era de 2,56.
Per edats la població es repartia de la següent manera: un 13,9% tenia menys de 18 anys, un 10% entre 18 i 24, un 23,5% entre 25 i 44, un 30,9% de 45 a 60 i un 21,7% 65 anys o més.
L'edat mediana era de 46 anys. Per cada 100 dones de 18 o més anys hi havia 112,9 homes.
La renda mediana per habitatge era de 47.188 $ i la renda mediana per família de 48.056 $. Els homes tenien una renda mediana de 46.528 $ mentre que les dones 25.156 $. La renda per capita de la població era de 22.231 $. Cap de les famílies i el 2,8% de la població estaven per davall del llindar de pobresa.

## Poblacions més properes
El següent diagrama mostra les poblacions més properes.